# قلعه توه خشکه
قلعه توه خشکه در شهرستان رومشکان، بخش سوری، روستای توه خشکه واقع شده و این اثر در تاریخ ۱۷ اسفند ۱۳۸۱ با شمارهٔ ثبت ۷۹۶۲ به‌عنوان یکی از آثار ملی ایران به ثبت رسیده است.